# Théo Ysaÿe
Théo (Théophile) Ysaÿe, AFI /te.ofil iza.i/ (Verviers, 2 de març de 1865 – Niça, 24 de març de 1918) fou un compositor i pianista belga. El seu germà era el violinista i director d'orquestra Eugène Ysaÿe.

## Biografia
Més aviat eclipsat al llarg de la seva vida per la carrera del seu germà gran Eugène, Théo Ysaÿe va començar els seus estudis d'aficionat a música al Conservatori Reial de Lieja i, per consell d'Eugène, va continuar la seva educació a Berlín. En 1885, Ysaÿe va tornar a París, on es va unir a la Bande à Franck, però també va donar suport al creixement d'un nou moviment estètic representat per l'impressionisme de Claude Debussy. Ysaÿe va ajudar a promoure el treball de la nova escola de músics francesos a Brussel·les. El 1894, ell i el seu germà van trobar compromisos amb La Libre Esthétique a Brussel·les, fet va oferir als residents de la ciutat l'oportunitat d'experimentar una àmplia gamma de presentacions tant en música com en arts plàstiques. Ysaÿe va contribuir amb el seu talent com a pianista i répétiteur.
Encara Ysaÿe era un excel·lent pianista, la seva fràgil salut no li va permetre de seguir el ritme agitat de la carrera del seu germà i, en canvi, es va convertir en professor al Conservatori de Música de Ginebra. Es va casar a Brussel·les el 17 de juny de 1895 amb la violinista Carry Mess (1866-1939), amb qui va tenir un fill, anomenat Jean.
El 1918, Théo Ysaÿe va morir a Niça, França, dos dies abans de Debussy. La seva obra, relativament vasta, no s'ha publicat íntegrament, i amb prou feines s'ha interpretat. Els seus opus 13, 14 i 15 van ser publicada per G. Schirmer a Nova York. Va compondre simfonies, concerts per a piano, poemes simfònics i música de cambra, principalment, així com un rèquiem. Si bé va heretar inicialment l'estil de César Franck, el seu treball posterior va revelar una clara influència de l'impressionisme.

## Obres
Orquestra
- Concert per a piano en mi bemoll major op.9 (publ. 1907)
- "Fantaisie sud un thème populaire Wallon" per a "grand orchestre", op. 13 (publ. 1907)
- Simfonia núm. 1, op. 14 (publ. 1908)
- Le Cygne (El cigne), op. 15 (publ. 1907)
- Les Abeilles (Les abelles), op. 17
- La Forêt et l'Oiseau (El bosc i l'ocell), op. 18
- Simfonia núm. 2 (inacabada)

Música de cambra
- Quintet per a cordes i piano, op. 5
- Variacions per a 2 pianos, op. 10

Vocal
- Rèquiem (1906)

Piano
- Nocturne pour piano en la menor